# Platydoras
Genre
Platydoras est un genre de poissons de la famille des Doradidae.

## Liste des espèces
Selon FishBase (29 octobre 2017) et World Register of Marine Species (29 octobre 2017) :
- Platydoras armatulus (Valenciennes, 1840)
- Platydoras brachylecis Piorski, Garavello, Arce H. & Sabaj Pérez, 2008
- Platydoras costatus (Linnaeus, 1758)
- Platydoras hancockii (Valenciennes, 1840)